# The Fibonacci Association
 (mars 2025).
Si vous disposez d'ouvrages ou d'articles de référence ou si vous connaissez des sites web de qualité traitant du thème abordé ici, merci de compléter l'article en donnant les références utiles à sa vérifiabilité et en les liant à la section « Notes et références ».
The Fibonacci Association est le nom d'une société savante mathématique spécialisée dans l'étude de la suite de Fibonacci et de sujets connexes, de généralisations et d'applications. Ceci inclut des relations de récurrence, des identités combinatoires, coefficients binomiaux, nombres premiers, pseudopremiers, fractions continues, le nombre d'or, algèbre linéaire, géométrie, analyse réelle et complexe.
La société a été créée en 1963 par Verner Emil Hoggatt Jr. (en), du San Jose State College (aujourd'hui San Jose State University) et Alfred Brousseau (en), frère des écoles chrétiennes du Collège Sainte-Marie de Moraga en  Californie. Depuis sa fondation, l'association Fibonacci publie un journal mathématique, le Fibonacci Quarterly.
L'association Fibonacci publie également les actes de ses conférences internationales, qui ont lieu tous les deux ans, depuis 1984. Par exemple :
- Thirteenth International Conference on Fibonacci Numbers and Their Applications, Université de Patras (Grèce), 2008.
- Fourteenth International Conference on Fibonacci Numbers and Their Applications, Institut de recherches en mathématiques appliquées et en systèmes de l'université nationale autonome du Mexique  à Morelia, Michoacan, Mexico, 2010.
- Fifteenth International Conference on Fibonacci Numbers and Their Applications, Eger, Hongrie, 2012.

Les actes des colloques sont publiés, depuis 2008, comme volumes spéciaux de la revue Congressus Numerantium. Les actes des colloques précédents sont publiés par Kluwer Academic Publishers (maintenant Springer). 
Les débuts de l'association Fibonacci sont retracés dans l'article « A Short History of The Fibonacci Quarterly » de Marjorie Bicknell-Johnson (Fibonacci Quarterly 25:1, février 1987, p. 2-5), publié à l'occasion du 25e anniversaire de l'association.